# Bo Sahlin (arkitekt)

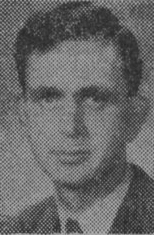
Bo Sahlin

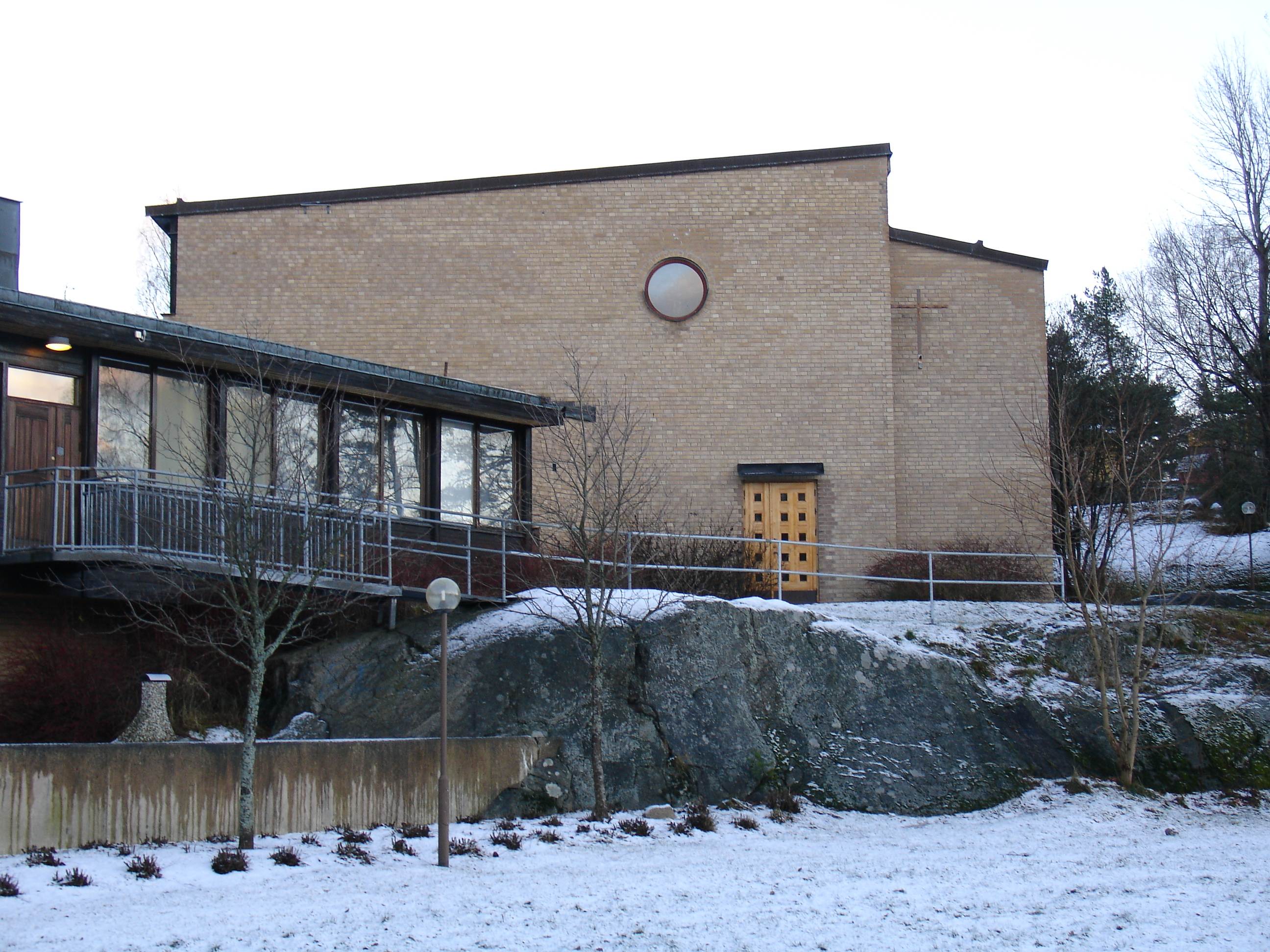
Bollmoradalens kyrka

Bo Sahlin, född 27 november 1924 i Stockholm, död 15 januari 2017, var en svensk arkitekt.

## Biografi
Sahlin, som var son till byggnadsintendent E. Sahlin och Gunborg Stenberg, avlade studentexamen 1944 samt utexaminerades från Kungliga Tekniska högskolan 1952 och från Kungliga Konsthögskolan 1956. Han anställdes vid Domänstyrelsen 1952, på Harry Eglers stadsplanebyrå 1955 och bedrev egen konsulterande arkitekt- och stadsplaneverksamhet från 1961. 
Sahlin var stadsarkitekt i Tyresö kommun och utformade där en modern stadsplan för Bollmora (1958) som innebar att centrum omgavs av låga atriumhus och radhus, vilka i sin tur omgavs an en lång och böjd rad av åtta våningar höga skivhus, som en slags yttre mur mot naturmarken.  Trafikseparering rådde och den uppmärksammade planen döptes till den "konkava staden". I Bollmora kom även att rita kommunalhus och affärscentrum i en första etapp samt Bollmoradalens kyrka (1973). På 1980-talet stod han som ansvarig arkitekt för ombyggnaden av Andreaskyrkan på Södermalm i Stockholm.
Han var lärare i perspektiv vid Kungliga Konsthögskolan och Kungliga Tekniska högskolan 1955 samt i beskrivande geometri vid Kungliga Tekniska högskolan 1956–1960. Han skrev artiklar i facktidskrifter. Han var innehavare av Kungliga Konsthögskolans hertigliga medalj.
År 2007 författade han boken Axel Munthe som byggherre: verkligheten bakom myten. Han är begravd på Skogskyrkogården i Stockholm.